# Enclos cynégétique
Un « enclos de chasse » (ou enclos cynégétique ou parc de chasse, parfois associés à un parc à gibier) est une zone murée ou engrillagée à vocation cynégétique.

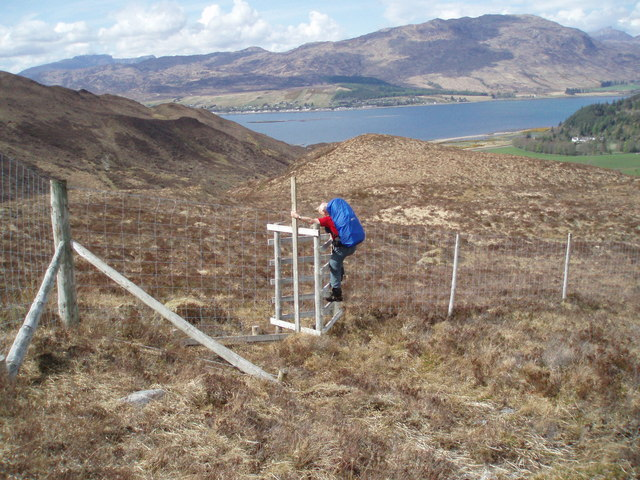
Exemple de système de passage sur clôture haute pour cervidés (notamment), permettant de passer d'une parcelle à l'autre sans rupture de l'« étanchéité » de l'enclos (ici au Royaume-Uni).

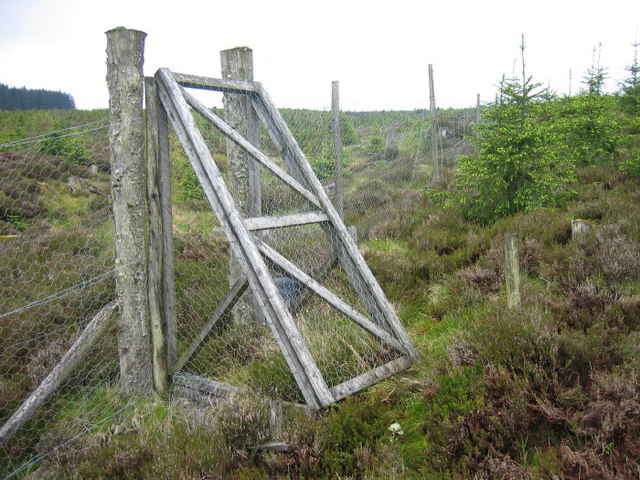
Porte sur « clôture à cerfs », dans une zone de reforestation où l'on cherche à réguler les cerfs et à les maintenir provisoirement hors des zones de régénération forestière.

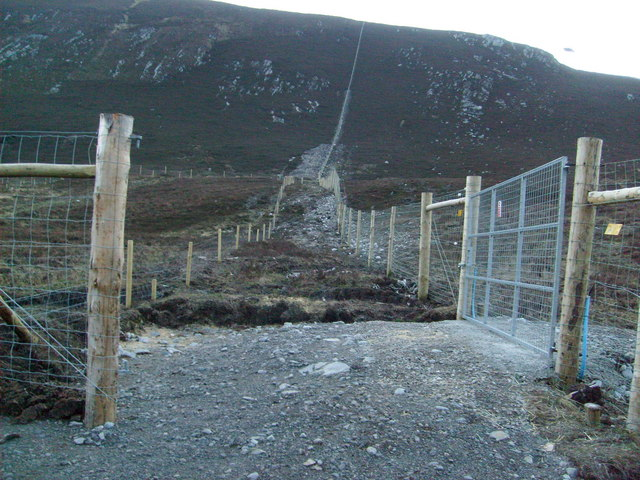
Exemple de clôture d'enclos de chasse au sanglier. On distingue l'enclos principal de sangliers à droite et en remontant la colline ; avec à gauche des enclos plus petits, séparés par des clôtures plus basses mais électrifiées) ; Gleann Mor, Royaume-Uni, en mai mai 2008.

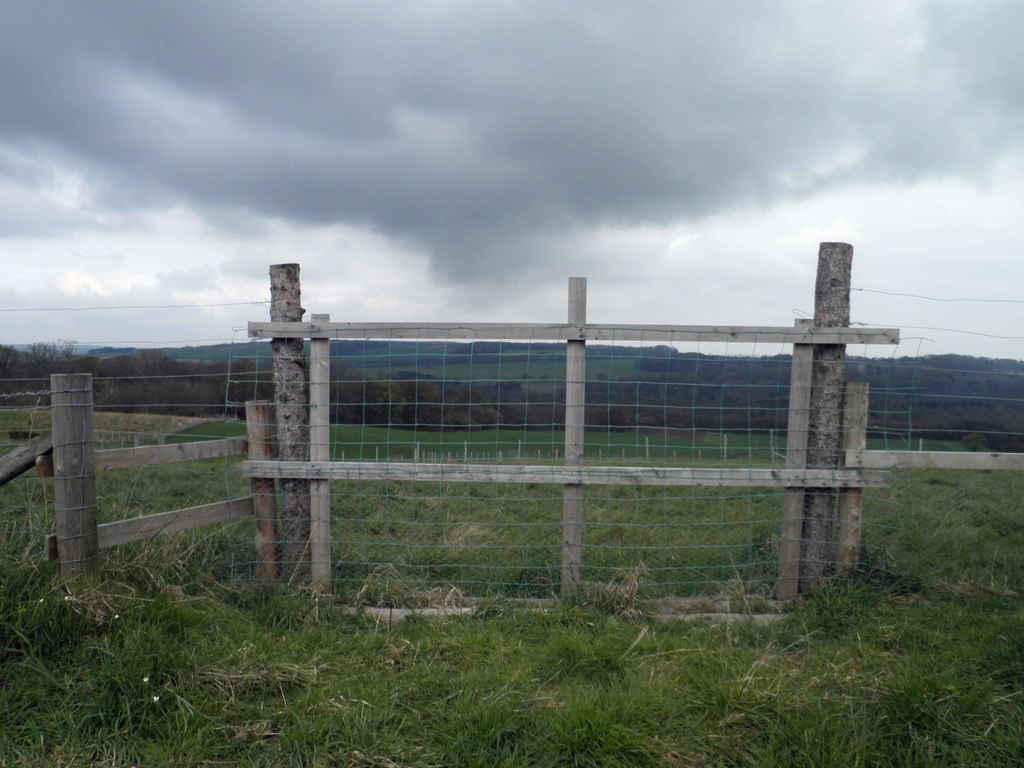
Parmi les points importants pour l'« étanchéité » d'une clôture figurent les points d'entrées/sorties.

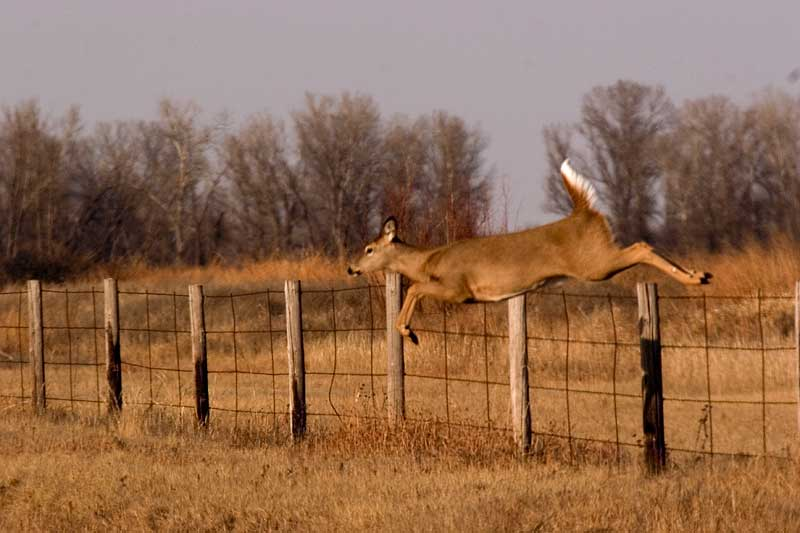
Une clôture trop basse fait obstacle aux sangliers, mais pas aux cervidés.

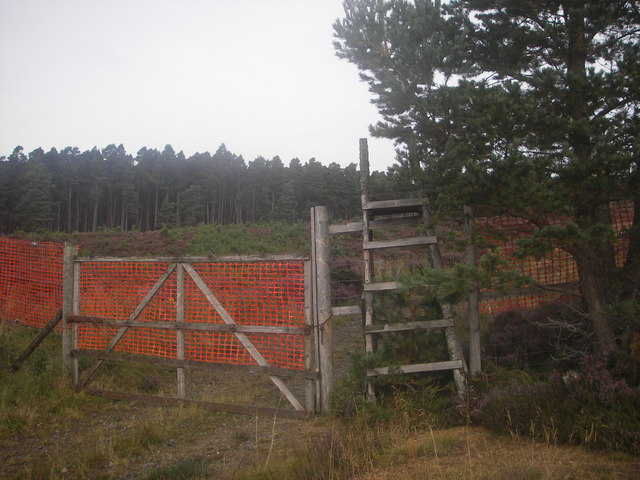
Enclos à cerf, avec filet de plastique orange dessiné à empêcher le Grand tétras de s'empêtrer dans les mailles du grillage (2007, Royaume-Uni).

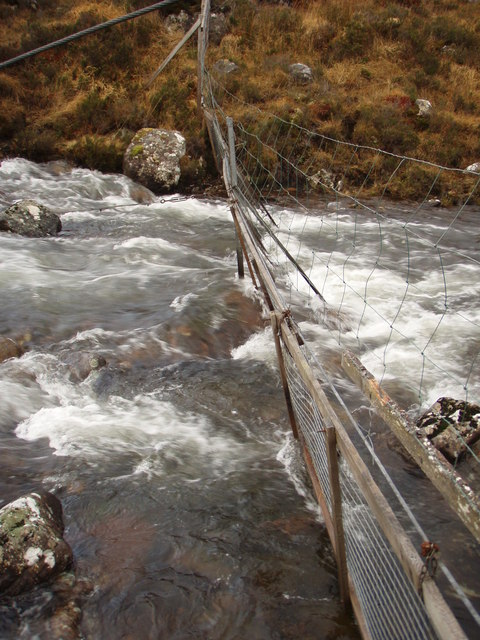
L'un des points de vulnérabilité d'un enclos peut être les passages de cours d'eau. Ici (sur la rivière Abhainn a' Gharbh-Choire en Écosse, le bassin versant couvert de lande ne pose pas de problème, mais en zone boisée, sans un entretien très régulier les branches et feuilles mortes ou d'autres embâcles pourraient rapidement colmater et coucher le grillage).

Son statut et sa définition juridique ont varié dans le temps et l'espace. Autrefois rare et réservé à l'aristocratie, l'enclos de chasse a persisté sous forme de privilège plus ou moins dérogatoirement accordé par la loi et les jurisprudences. Pour la chasse en enclos destinés à des particuliers, chez des particuliers, elle n'a été légalisée en France qu'en 2005, mais elle existait informellement depuis plusieurs décennies.
Plus récemment (depuis la fin du XXe siècle), ces enclos se sont fortement développés dans certaines régions (on parle d'un phénomène d'« engrillagement », parfois aussi qualifié de « solognisation » en France, en référence au cas de la Sologne qui est particulièrement touchée par ce phénomène de création d'enclos fournissant des « services de chasse à la demande » financièrement rétribués, dits « chasses commerciales » par commodité de langage selon Charlie Suas, juriste à l'ONCFS.
L'enclos cynégétique est parfois présenté comme étant un moyen de protéger les récoltes avoisinantes des dégâts du gibier ou des dégâts ou dérangements dus à des actions de chasse. Il est cependant reproché à l'engrillagement de porter préjudice aux paysages et à leur l'intégrité écologique ainsi qu'aux services écosystémiques qui en dépendent. Il se fait au détriment de la faune sauvage. Il nuit au tourisme, à la pratique habituelle de la chasse, et localement à la sécurité routière. Il est aussi potentiellement source de risque sanitaire.
En France, les animaux « chassés » en enclos (cerf sika, chevreuil, daim, mouflon méditerranéen, et surtout sangliers et cerf élaphe pour ce qui concerne les mammifères) semblent le plus souvent provenir d'élevages français et plus rarement européens, mais « des importations illégales existent (attesté par l'ONCFS) » ; le nombre exact des animaux élevés en parcs et chassés en enclos est inconnu.

## Histoire
Les historiens ont trouvé des traces ou témoignages d'enclos à vocation cynégétique ou constituant des sorte de zoos et de parc animalier dès la fin de l'antiquité. Ils semblent avoir été des marques de puissance politique chez des rois, princes et grands seigneurs. Ils ne constituaient alors qu'une infime partie des territoires occupés par l'Homme.
En France, l'enclos cynégétique tels qu'il existe aux XXe et XXIe siècles est une « survivance d'une exception ». Dès 1790 il a reçu une protection au titre de la protection de la propriété privée, propriété sacralisée par la Déclaration des droits de l'homme et du citoyen de 1789.
En 1844, une législation vise à protéger le gibier dont les populations avaient drastiquement chuté après la révolution française qui a élargi le droit de chasse à une grande partie de la population, cependant les enclos de chasse bénéficient d'un régime dérogatoires concernant les périodes d'ouverture/fermeture de la chasse.
Le législateur semble avoir à l'époque aussi cherché à limiter les avantages et privilèges accordés aux propriétaires d'enclos, mais il s'est heurté au droit de propriété qui limitait (et limite encore de nos jours) fortement les possibilités de contrôle in situ.
En 1885, un projet de loi a failli supprimer le « privilège des enclos » mais il a finalement été repoussé par le Sénat (à 10 voix près).
En 1924, la clôture de ces enclos est définie comme devant être infranchissable par l'homme et le « gibier à poil ».
L'un des privilèges des propriétaires et usager des enclos de chasse a perduré jusqu'en 1976 : on pouvait y chasser sans permis de chasse. Cette exemption a disparu mais une dérogation permet encore d'y chasser en tous temps tout le gibier à poil et parfois les oiseaux d'élevage qu'il contient, encore appliquée en 2022 (voir plus bas).
Selon Colas-Belcour dans son livre la chasse et le droit (p. 275, 15e ed.), « l'évolution historique montre que le but n'a jamais été de constituer des « zones franches de toute réglementation cynégétique » mais seulement de protéger la propriété et les récoltes et pragmatiquement de ne pas imposer des règles difficiles à contrôler. La démarche constante au cours de l'histoire a été de faire gagner le droit commun cynégétique et la protection de la faune ».

La jurisprudence et les usages cynégétiques ont néanmoins fait que le motif originel (protection du domicile) s'est élargie au profit de la construction d'enceintes « grillagées » à des fins purement cynégétiques et souvent commerciales. La France a créé le statut d'« établissement professionnel de chasse à caractère commercial » qui s'applique notamment aux enclos de chasse dédiés aux chasses payantes ; ces établissements fournissent des prestations payantes de « services cynégétiques » (droit de tirer des animaux en semi-liberté ; certains se déclarant sous la rubrique 8551Z « Enseignement de discipline sportive et d'activiés de loisir » ou sous la rubrique 9329Z « Autres activités récréatives et de loisir » 

## Éléments de définition
En France, on distingue :
- L'« enclos cynégétique » légalement défini comme « clôture totalement hermétique (mur ou grillage de 2 m doublé de grillage enterré), attenant à une habitation » (Art. L. 424-3 C. Env.) ;
- L'« élevage de gibier », notion reposant juridiquement sur un critère de densité au sein de l'enceinte : 1 (grand) animal par hectare (Art. 4 des arrêtés du 20 août 2009 et du 8 février 2010) « Lorsqu'un enclos au sens du I de l'article L. 424-3 du code de l'environnement ou un parc de chasse accueille plus d'un animal par hectare, il constitue un établissement d'élevage » ; Une notion de parc a gibier a existé, uniquement axé sur la reproduction d'espèces gibier à réintroduire dans la nature pour être ensuite chassés. Une revue intitulée Parcs à gibiers de France a été publiée sur ce thème au début du XXe siècle[4].
- Le « parc de chasse », défini par défaut comme ce qui ne relève pas des deux définitions ci-dessus.

L'article L. 424-3 du code de l'environnement (2005) légalise les chasses en enclos, en leur associant des droits et devoirs, précisant que les enclos de chasse sont des enclos « attenants à une habitation et entourés d'une clôture continue et constante faisant obstacle à toute communication avec les héritages voisins et empêchant complètement le passage de ce gibier et celui de l'homme ». 
Ces enclos — dès lors qu'ils sont en conformité avec les dispositions ci-dessus — bénéficient d'un certain nombre d'aménagements au droit commun de la chasse (voir plus bas la section « Privilèges, dispenses ou dérogations accordées à la chasse dans les enclos en France » ) ;
De nombreux enclos prétendus « cynégétiques » présentaient cependant une non-conformité avec la définition légale (absence d'habitation ou défaut de fermeture…), subtilité qui a conduit — par défaut — à la notion de « parcs de chasse» (définis par la police de la chasse (ONCFS) comme des «enclos non-conformes à l'article L. 424-3 du code de l'environnement ») mais ils présentent néanmoins une «clôture infranchissable par les mammifères et l'homme sur la quasi-totalité du périmètre » ».
Ainsi, ils constituent des zones « hermétiques » (à noter qu'une personne placée sur une zone de passage libre, ou des artifices temporaires tels que des « rubalises » ou d'autre dispositif voyant, permettent d'éviter le franchissement par les animaux pendant la chasse). Ces espaces ne sont pas des enclos «cynégétiques» au sens légal du terme ; ils ne bénéficient donc pas des droits y afférent ; ce sont des parcs de chasse au moins temporairement « hermétiques »,.
L'ONF répond aux critères de définition d'« établissement professionnel de chasse à caractère commercial » en tant que fournissant « sur des territoires sur lesquels il dispose d'un droit de chasse, des prestations de services cynégétiques sous forme d'actes de chasse réalisés en contre- partie d'une rémunération », mais il est surtout considéré comme un établissement public industriel et commercial (EPIC), actif sous la double tutelle des ministères chargés de l'agriculture et de l'environnement, ayant ses règles propres, et n'ayant donc pas à répondre à la réglementation sur les chasses commerciales. En forêt domaniale, les enclos visent à protéger les régénération des dégâts du gibier et non à y permettre une chasse rémunératrice.

## Chiffres
Selon Aymeri de Montesquiou (alors sénateur du Gers), en France métropolitaine, il existait déjà 450 sociétés gérant des enclos cynégétiques avant 2005. Selon Charlie Suas (ONCFS), ce nombre est passé vers 2014 à environ 500 et ces sociétés (alors renommées établissement professionnel de chasse à caractère commercial) seraient fréquentés par environ 600 000 chasseurs (français et étrangers), générant près de 150 millions d'euros, et impliquant environ 5 000 emplois (soit 10 par société en moyenne).
En France, selon un point fait en 2019, les tableaux de chasse de sangliers et de cervidés abattus en enclos et en parcs de chasse, sont quantitativement importants, mais dans les enclos de chasse, ils ont longtemps échappé à la comptabilisation nationale (y compris par le réseau ongulés de l'ONCFS). De même le nombre réels d'animaux importés d'autres régions et pays dans ces enclos n'est pas connu.
Il y a un consensus sur le fait que les (ré)introductions, l'agrainage, l'affouragement et la multiplication des parcs, élevages et enclos cynégétiques sont l'une des principales cause des pullulations de sangliers et cervidés, pullulations particulièrement flagrantes dans les régions d'engrillagement. Ainsi, en 40 ans (de 1976 à 2016), dans les trois département de la Sologne (autrefois plutôt consacrée au petit gibier), selon les données de l'ONCFS, de la FNC et des trois FDC concernées :
- les prélèvement de cerf, chevreuil et sanglier ont respectivement progressé, de 4 %, 3 % et 4 % par an en moyenne, soit une multiplication par 4,1, 2,9 et 4,6 respectivement (par exemple on passe de 63 205 sangliers déclarés abattus en 1976 à 693 613 en 2016)[6] ;
- Dans les trois départements, le prélèvement moyen a été de 10,9 animaux/hectare (à comparer aux 3,5 sur le plan national) »[7].

### Nombre d'enclos
Les statistiques sont inexistantes pour les petits enclos. Pour les enclos de « chasse commerciale » elles sont imprécises, notamment car il n'y a pas de rubrique dédiée dans le registre du commerce, et elle peut aussi être déclarée au régime agricole. Ceci fait que cette activité est statistiquement floue, par exemple tantôt déclarée au registre du commerce comme activité d'élevage (0149Z « Elevage d'autres animaux »), de sport et/ou loisir (ex. : rubrique 8551Z « Enseignement de discipline sportive et d'activiés de loisir »), d'enseignement (du tir), etc.). En outre les « établissements professionnels de chasse à caractère commercial » peuvent légalement aussi être formés de « territoires ouverts ».
Les créations (modifications et dissolutions) d'enclos et parcs de chasse à vocations commerciales sont à déclarer auprès du préfet de département, via la DDT, qui conserve cette information dans un fichier départemental, base d'éventuels contrôles des enclos et des parcs par l'autorité administrative ad hoc. En 2019, l'exactitude et l'exhaustivité de cette base (uniquement déclarative) étaient inconnues.

## Obligations et conditions administratives de création et d'exercice commercial
Le détenteur doit être déclaré au registre du commerce ou immatriculé au régime agricole (via un registre de l'agriculture tenu par la Chambre d'agriculture, mentionné à l'art L. 311-2 du Code rural).
Depuis 2006, le demandeur d'une autorisation doit indiquer par écrit les mesures qu'il prend « pour garantir la pureté génétique et l'état sanitaire de ces animaux » :
Depuis 2013, un imprimé (Cerfa 14995*01) permet d'identifier la personne physique ou morale demanderesse, le caractère principal de l'activité cynégétique proposée, et le lieu de l'établissement. Une dossier joint doit comprendre un descriptif du terrain, avec un plan au 1/25000, plan cadastral, liste des parcelles cadastrales et surfaces concernées. Le demandeur doit préciser l'origine et durée des droits de chasse qu'il détient et décrire les aménagements envisagés, les clôtures (s'il y en a), et les espèces-gibier dont le lâcher et la chasse sont envisagés sur le site. Cet imprimé Cerfa 14995*01 est aussi requis pour modifier un des éléments de déclaration concernant l'enclos de chasse ou en fin d'activité pour procéder à sa fermeture.
Plus récemment (2014), un marquage visible de loin (à la patte) des oiseaux d'élevage et relâchés sur le site est imposé, afin qu'ils ne soient plus confondus avec des oiseaux sauvages. Et le détenteur doit tenir à jour un registre des entrées et des sorties d'animaux précisant l'origine de tous les animaux lâchés sur son territoire (avec le nom et adresse du fournisseur), le nombre et le nom des espèces concernées, les dates d'achat et de lâcher ; ainsi que le nombre d'animaux (par espèce) prélevé chaque journée de chasse. Si des oiseaux sont détenus plus de quinze jours consécutifs, comme dans les établissements d'élevage, une autorisation préfectorale et un certificat de capacité pour le gestionnaire deviennent obligatoires. 
Pour les grands ou moyens mammifères tels que cervidés, sanglier et mouflon, le nombre d'animaux soit toujours être inférieur à la densité maximale d'un animal par hectare, sinon le statut devient celui d'un élevage (où la chasse est interdite). « Les sangliers, les cervidés et mouflons méditerranéens introduits dans le milieu naturel (parc ou enclos possiblement) conservent obligatoirement leur identification de l'établissement d'élevage de provenance des animaux : pour le sanglier : repère auriculaire d'identification de couleur verte, autorisé par le ministère chargé de l'agriculture ; cervidés et mouflons méditerranéens marqués par fixation sur l'oreille d'un repère métallique ou plastique » ; un certificat d'origine « race chomosomique pure » ou « issus de reproducteurs de race pure » peut être exigé.
Sont interdits le transport, la détention pour la vente, la mise en vente, la vente ou l'achat :
1. du grand gibier licitement tué à l'intérieur des enclos définis au I de l'article L. 424-3 qui n'est pas muni d'un dispositif de marquage du modèle prévu à l'article R. 425-10[13] ;
2. des morceaux de grand gibier licitement tué à l'intérieur des enclos définis au I de l'article L. 424-3 qui ne sont pas accompagnés d'une attestation justifiant leur origine, établie par le responsable de l'enclos[13].

- Les modèles, les conditions d'utilisation du dispositif de marquage et de l'attestation sont fixés par arrêté du ministre chargé de la chasse[13] ;
- Les dispositifs de marquage sont délivrés par la fédération départementale ou interdépartementale des chasseurs aux responsables des enclos définis au I de l'article L. 424-3 au prix coûtant majoré des frais de gestion[13].

Pour pouvoir louer à autrui l'établissements professionnels et à caractère commercial, un bail commercial doit être signé (au minimum pour neuf ans). Il ne peut s'agir d'un bail rural car le site n'a pas de production agricole (même s'il contient une culture cynégétique), il et considéré comme dédié à une activité de loisir, la chasse. Un chenil ou d'autres équipements cynégétiques (mirador…) peuvent y être installés). Si le fond n'est plus exploité, c'est un motif légitime pour le propriétaire de mettre fin au bail, de même si le loyer n'est pas payé ou pour d'autres cas de motifs graves et légitimes.
Ne pas respecter l'une de ces obligations (y compris en cas de chasse d'oiseaux non munis d'un signe distinctif quand seule la chasse de ceux qui en portent est autorisée) expose à une contravention de cinquième classe (article 131-13 du Code pénal), de même, possiblement qu'au retrait du permis de chasser, une confiscation du gibier tué et/ou du ou des véhicules utilisés pour l'infraction ainsi que des armes, dès lors qu'ils ont fait l'objet d'une saisie fictive ou réelle par les agents (qui peuvent faire le constat nécessaires au procès-verbal, à l'aide (ou non) de jumelles, à partir de l'extérieur de l'enclos).

Les règles d'achat, de vente, de détention et de transport d'animaux (morts ou vifs) sont les mêmes que pour les autres chasseurs. Une action de chasse faite à l'intérieur de l'enclos par des personnes non-autorisées exposait en 2013 (article L. 428-1 du Code de l'environnement) à une amende de 3 750 euros et à une peine d'emprisonnement de six jours à trois mois (et jusqu'à 2 ans si le délit était commis de nuit).
L'enclos doit être entièrement fermé ; « contrairement à une idée répandue, les grilles de type « canadiennes » (ou 'Pas canadien') placées aux points d'accès d'un territoire clôturé ne peuvent lui donner la qualité d'enclos » a rappelé l'ONCFS en 2013. Pour des raisons historiques et de jurisprudence, l'habitation visée par le texte qui définit l'enclos de chasse doit respecter plusieurs conditions rappelait en 2013 l'ONCFS : elle « doit être attenante, c'est-à-dire, soit se situer dans l'enclos sans faire partie de la clôture, soit être intégrée à la clôture dont elle est une partie. En aucune façon elle doit être située en dehors de la partie clôturée, de l'autre côté d'un chemin par exemple, même si celui-ci est de faible largeur. En ce qui concerne la maison, c'est obligatoirement là aussi une maison d'habitation et non un simple rendez-vous de chasse, ou un bâtiment quelconque. La maison doit être habitable, mais il n'est pas nécessaire qu'elle soit habitée à l'année. Ce peut être une résidence de vacance ou secondaire ». L'ONCFS rappelle aussi que la jurisprudence fait qu'une installation de chasse, telle qu'« une hutte ou une palombière sommairement aménagée » ne peut être considérée comme une habitation, et que les clôtures ne doivent pas non plus permettre à un animal (ex. : sanglier attiré à l'intérieur de l'enclos par d'autres sangliers ou par de la nourriture) d'y entrer sans ensuite pouvoir en sortir.

## Législation
La chasse en enclos échappe en France à une partie de la réglementation sur la chasse, mais moins dans le cas où son objectif est commercial.
Longtemps, il a suffi à tout détenteur d'un enclos de chasse à vocation commerciale de s'inscrire au registre du commerce puis déclarer son activité au Préfet (à la direction départementale des territoires ou DDT en réalité).
Les autorités (départementales, cynégétiques et sanitaires) auraient théoriquement dû avoir accès aux fichiers ad hoc (ex. : fichier TRACE (Trade control and expert system, un système d'information est basé sur la genèse d'un message d'alerte destiné aux entités d'administration vétérinaire destinataires des animaux exportés/importés, mais jusqu'à la fin des années 2010 ça n'a pas été le cas. Souvent, seules les directions départementales de protection des populations (DDPP ou DDCSPP) étaient destinataires de ces alertes. Depuis quelques années, pour des raisons de veille sanitaire sur les risques zoonotiques, tout opérateur recevant des animaux doit cependant aussi déclarer ces opérations d'« introduction » à la DDT, laquelle doit de surcroît doit recueillir l'avis de la fédération départementale des chasseurs. Mais il est apparu en 2019 que « les DDT n'avaient pas accès à TRACES, ni l'ONCFS jusque peu avant l'enquête ».
Un rapport administratif de 2019, commandé par trois ministres, après avoir fait ce constat, demande que « la surveillance du territoire, l'information des acteurs, l'établissement et l'entretien d'une vie de réseau, l'exploitation ciblée du renseignement et d'une façon générale la remise en place d'hommes sur le terrain » soient envisagés pour mieux gérer les risques sanitaires liés aux enclos et aux introductions d'animaux importés d'autres régions ou pays.

## Critiques, inconvénients

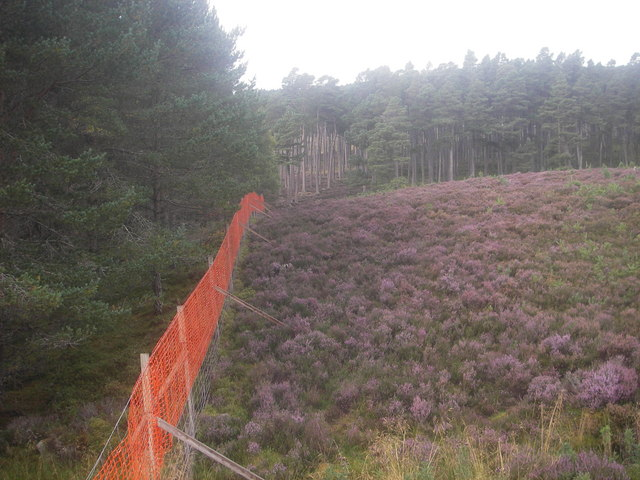
Ce type de clôture est très utilisé en Écosse pour protéger la régénération des paysages forestiers et favoriser la chasse des cerfs. Mais certains types de maille de grillage (forme et taille de maille) peuvent blesser ou tuer des animaux vulnérables, protégés ou menacés (oiseaux, hérissons parfois) ; ici un filet orange a dû être ajouté à une clôture pour cerfs, afin d'éviter que les Grands Tétras ne volent dans la clôture pour cerfs et s'y tuent). Les clôtures à cerfs ont été citées parmi les premières causes de disparition ou régression des deux espèces de Tétras.

Selon ce même rapport administratif, les impacts des enclos de chasse en Sologne (dont certains atteignent 1 500 hectares selon l'atlas des paysages du Loir-et-Cher) sont importants. Ces chasses grillagées posent les problèmes suivants : 
- une fermeture de l'espace, qui dégrade la qualité paysagère, la valeur patrimoniale et la fonctionnalité de toute la Sologne, et nuit à son image et à sa perception par la société[16]. L'engrillagement aggrave souvent les effets négatifs du phénomène dit de « fragmentation forestière » ;
- une « appropriation renforcée de l'espace et un frein à l'exercice de la police de l'environnement, par une déviance du droit des enclos créant des zones dérogatoires et de non-droit (en entravant les contrôles notamment, mais voir aussi la section suivante dans le présent article) où la gestion "cynégétique" est littéralement aberrante »[16] ;
- un risque sanitaire potentiellement important lié à l'introduction d'animaux, un cloisonnement des populations, une fragmentation des habitats, une surpopulation manifeste de certains enclos et parcs, sans contrôle vétérinaire[16] ; le sujet de la gestion des « déchets de chasse » (ex. : comme dans les stand de tir, du plomb toxique issu des munitions peut s'accumuler au fil du temps sur un même site fortement chassé. Il n'existe pas de règle claire sur le devenir (recyclage ? valorisation thermique ?) des douilles ou cartouches aux restes de carcasses animales) ; aux yeux de la loi. Ces questions sont selon l'ONCFS « épineuses »[5], tout particulièrement dans ces territoires clos. Ni la propriété ni la gestion d'un enclos cynégétique n'implique de détenir une certificat de capacité d'élevage d'espèces non domestiques (comme c'est le cas pour les élevage de gibier) ou une formation sur la gestion des déchets de chasse (cadavres notamment) ;
- une entrave à la « libre circulation » des grands animaux sauvages avec les conséquences sur les populations animales elles-mêmes, les types de chasse pratiqués et indirectement les habitats naturels (les clôtures hermétiques fragmentent les habitats de cortèges importants de la faune sauvage, ainsi que leurs impératifs biologiques : nutrition, reproduction, déplacement)[16] ; à titre d'exemple : « Soixante-sept espèces d'oiseaux de Sologne, nicheuses au sol, près du sol ou près de l'eau, sont susceptibles d'être impactées négativement par des surdensités de grands animaux du fait du dérangement, du piétinement, de la prédation du sanglier[17], avec perte de leur habitat naturel ou par la suppression de la végétation protectrice des nids (liste réalisée par Yves Froissart et présentée dans l'étude précitée). La prédation par les sangliers en surpopulation met ainsi en péril toutes les naissances au sol (oiseaux, mammifères, batraciens) »[18] ; selon la mission administrative sur l'engrillagement (2019) : « les enclos s'opposent au respect des objectifs de la TVB et du SRCE, mais c'est bien toute la faune qui subit un appauvrissement. La présence de clôtures hermétiques doit être ponctuée, comme en matière d'aménagements routiers, de l'édification de passages à faune disposés à espacement régulier pour répondre aux impératifs biologiques des espèces animales »[18] ;
- des problèmes de sécurité routière induits par la canalisation des grands animaux du fait des clôtures, avec une sur-accidentologie[16] ;
- des dégâts dus au gibier concentrés sur les propriétés non closes[16] ;
- une mise en péril de l'état forestier en présence de surpopulation de suidés et cervidés[16] ;
- des installations de miradors et postes de tir mettant en danger les usagers des voies publiques[16].

La plupart des dérogations accordées à ces enclos sont liées au fait qu'ils sont supposés sans aucune communication possible avec les territoires voisins ouverts, le gibier s'y trouvant ne pouvant donc pas, en théorie être source de dégâts aux fonds voisins (argument qui leur a permis de ne pas participer au financement de l'indemnisation des dégâts de gibier encadré au L. 426-5 du Code de l'environnement).
Mais — sanitairement parlant — la plupart des virus, bactéries pathogènes et parasites sont d'autant plus favorisés dans les enclos que les densité d'animaux et leur promiscuité sont élevées, et que ce gibier est stressé par les chiens et actions de chasse. Nombre de ces pathogènes ne sont pas arrêtés par les clôtures. En Amérique du Nord, et depuis peu en Europe du Nord, un pathogène émergent de type prion pathogène, responsable d'une encéphalopathie mortelle dite CWD ou Chronic wasting disease, émergent concerne les cerfs, wapitis, élans… Dans les pays et régions touchés des précautions particulières sont à prendre. En Europe des précautions particulières concernent notamment la peste porcine africaine (PPA) qui peut être transportée via les sangliers.

Enfin, à l'occasion des chablis de tempêtes ou de chutes de branches ou de vieux arbres notamment, ou à la suite de calamités naturelles ou d'accidents, incendies de forêt, inondation, coulées de boue, avalanches… des clôtures peuvent être arrachées, couchées, sectionnées ou gravement endommagées et permettre à une partie des animaux enfermés dans l'enclos de s'en échapper (avec les risques inhérents de transmission de maladie et de contribution à une pollution génétique de la faune sauvages). L'intégrité et la bonne pose des grillages enterrés est également difficile à contrôler.
L'ONCFS souligne aussi des effets indirects tels que la présence de fortes concentration de femelles de cervidés et sangliers qui (en période de rut notamment) peut attirer plus d'animaux qu'à l'accoutumée aux abords de la clôture. Ce phénomène peut alors exposer les mâles attirés à des accidents de la route, et être source de « dégâts du gibier » accrus autour de ces enclos (dégâts qui vont « engendrer des frais supplémentaires pour les titulaires du droit de chasse sur les fonds voisins », que le propriétaire de l'enclos, par dérogation, ne dédommagera pas).
Enfin, nombre d'observateurs et de chasseurs estiment que ces enclos contreviennent à l'éthique environnementale et à l'éthique de la chasse ; Selon l'exposé des motifs d'une « proposition de loi visant à lutter contre l'engrillagement des forêts françaises », déposé par 80 parlementaires en 2021, « ces enclos pouvaient être acceptables jusque dans les années 1990/2000 car peu nombreux, ils se sont développés dans certaines régions de façon insupportable pour leurs habitants en raison de leur taille et de la multiplication de l'implantation de clôtures grillagées sans respect des usages locaux et sans tenir compte des nouveaux textes en matière de continuité écologique et de libre circulation des animaux sauvages. Ce développement s'est accompagné de la diminution conséquente du nombre des gardes chasse particuliers alors même qu'ils sont agrémentés après une formation basée sur des critères sérieux »,. Ils ajoutent que l'engrillagement « porte atteinte de manière collatérale à la chasse elle‑même, cette activité culturelle ancestrale liée par une éthique cynégétique que ne respectent en aucun point les carnages auxquels s'adonnent les engrillageurs. La prolifération des enclos dans les forêts françaises traduit un abandon par certains propriétaires des valeurs traditionnelles de la chasse alors que les chasseurs peuvent être considérés comme les premiers écologistes de France pour leur action sur le terrain en faveur de la biodiversité (…) tout cela s'effectue sans concertation, sans consultation démocratique entre les engrillageurs et les acteurs locaux, habitants, élus et associations. Cette absence de concertation entre les engrillageurs, résidents très temporaires de ces domaines, et les acteurs politiques, économiques et sociaux des environs entraîne une frustration des habitants voyant leur environnement immédiat dégradé. Il faut y ajouter les actions en justice dont sont la cible des militants associatifs et des journalistes dès qu'ils évoquent publiquement les dommages causés par l'engrillagement ».

### Privilèges, dispenses ou dérogations accordées à la chasse dans les enclos en France
En 2019, en France, dans un « enclos de chasse » tel que défini par l'article L. 424-3 en 2019, selon l'ONCFS : 
- le permis de chasse validé et l'assurance sont maintenant obligatoires, de même que les mesures de sécurité, y compris le port du gilet fluorescent ;
- les cervidés et sangliers (même s'il n'y a pas de plan de chasse pour le sanglier dans le département) tués dans l'enclos doivent être identifiés par une marque semblable au bracelet du plan de chasse (article R. 424-21) ;
- le SDGC n'est que partiellement opposable dans l'enclos (ex. : l'agrainage y reste autorisé dans tous les cas) ;
- le PGC (plan de gestion cynégétique) n'est applicable que pour le gibier à plume ; en 2005, il est décidé que les dates de chasse aux faisans de chasse et perdrix grises et rouges d'élevage âge sont — pour ces parcs/enclos — les dates « générales » d'ouverture et fermeture fixées dans le département par arrêté du ministre chargé de la chasse, et non celles de l'environnement proche ; puis en 2012, la loi évolue, déclarant que « L'article L.425-15 ne s'applique pas à la pratique de la chasse d'oiseaux issus de lâchers dans les établissements de chasse à caractère commercial »[21] ; la chasse à la caille japonaise est interdite (comme partout ailleurs, au titre de la protection animale).
- Pour le sanglier, une autorisation préfectorale d'introduction est obligatoire pour avoir le droit d'y lâcher des sangliers vivants (article L. 424-11 du Code de l'environnement).

Mais en enclos fermé :
- le Plan de chasse n'est plus nécessaire, et depuis 2005, le propriétaire ne contribue plus financièrement au plan de chasse ; le territoire enclos n'est pas soumis à la loi relative aux associations communales de chasse agréées[22], ;
- l'agrainage et l'affouragement ne sont ni interdits ni restreints (quel que soit le gibier concerné) ;
- le PMA sur le gibier à poil n'y est pas applicable (et ce gibier peut y être chassé toute l'année), seul le PMA sur le gibier à plume reste applicable ;
- le gibier à plume, s'il a une origine légale, peut être introduit sans autorisation, mais le lâcher de ce gibier en terrain ouvert peut être interdit par le SDGC ; Et pour les oiseaux issus de lâchers, l'éventuel plan de gestion cynégétique applicable dans le département et inscrit dans l'arrêté préfectoral annuel d'ouverture et de fermeture de la chasse, ne s'applique pas[1] ; si l'enclos a bien été déclaré « établissement professionnel de chasse à caractère commercial », alors les dates de chasses doivent s'aligner sur les dates générales publiées pour le département pour la perdrix grise, la perdrix rouge, et le faisan de chasse issus d'élevage[1].
- Le gibier à poil est chassable toute l'année dans l'enclos, même sous la neige si le contrat interne à l'installation le permet. si l'enclos de chasse est hermétiquement clôturé, les animaux issus d'élevage qui s'y trouvent sont considérés comme res propria, aucun des modes de gestion de la chasse ne s'y applique obligatoirement dans l'enclos : ni le plan de chasse, ni le prélèvement maximal autorisé, ni le plan de gestion, ni les considérations sur l'équilibre agro-sylvo-cynégétique, même si l'enclos est boisé[1]. Chasser en enclos de chasse le gibier à plume (qui doit alors être la perdrix grise, la perdrix rouge et/ou le faisans de chasse obligatoirement issus d'élevage) par temps de neige est possible, mais nécessite une autorisation donnée par arrêté préfectoral[23].

Des conditions particulières peuvent être prises dans les territoires d'outre-mer, par les préfets.

## Évolutions en cours ou attendues

### Aspects sanitaires
- Les schémas départementaux de gestion cynégétique (SDGC) doivent désormais intégrer des préoccupations sanitaires et comporter des prescriptions sur les lâchers d'animaux[5]. Ainsi le nouveau SDGC 41 en Sologne a strictement interdit toute possibilité de lâcher de gibier, ce qui n'a suscité aucune réaction particulière lors de l'enquête publique[5] ;

- un projet de décret relatif à la maîtrise des populations de grand gibier, soumis à consultation du public (du 11 février au 4 mars 2020). Ce projet (non encore validé mi février 2022) précisait de probables nouvelles obligations de mise en place de mesures sanitaires et de biosécurité applicables aux enclos de chasse (ex. : quarantaine pour les sangliers issus de régions de l’UE ou des pays tiers, et le cas échéant, concernant les sangliers provenant d'un élevage français, au vu de la situation épidémiologique de l’élevage d’origine) ; les sangliers introduits seraient alors à identifier dans les conditions prévues au chapitre II et au chapitre III du livre IV du code de l'environnement et dans l'article L,221-1 du code rural et de la pêche maritime ; le responsable de l'établissement professionnel de chasse à caractère commercial devrait alors fournir chaque année au préfet un document présentant les mesures de quarantaine mises en œuvre pour les sangliers introduits[25]. Le détenteur du droit de chasse dans l'enclos devrait déposer chaque année un plan de gestion de l'enclos auprès de la FDC et du représentant de l'Office français de la biodiversité dans le département[25]. Le contenu de ce plan serait défini par arrêté ministériel, mais il contiendrait au minimum :
- un descriptif des mesures de quarantaine, des mesures sanitaires et de biosécurité appliquées[25] ;
- un descriptif des mesures relatives à l'élimination des déchets[25] ;
- un registre des entrées des animaux, précisant l’origine de ceux-ci[25] ;
- une densité maximale dans l'enclos (qui ne peut être supérieure à un animal par hectare pour les sangliers)[25].

### Aspects cynégétiques, sociaux, environnementaux
Les introductions d'animaux pourraient être mieux encadrés, par exemple via une reformulation de l'article L. 424-11 du Code de l'environnement qui deviendrait : « L'introduction dans le milieu naturel de grand gibier et de lapins et le prélèvement dans le milieu naturel d'animaux vivants d'espèces dont la chasse est autorisée sont interdits, sauf exceptions autorisées dans des conditions et selon des modalités fixées par un arrêté conjoint du ministre chargé de la chasse et du ministre chargé de l'agriculture »
- le « Plan national de maîtrise du sanglier » (PNMS), sous l'égide du ministère de la transition écologique et solidaire (MTES) pourrait intégrer des dispositions relatives à la gestion des enclos[5].
- la législation pourrait évoluer et redéfinir les enclos, leur accessibilité aux autorités chargées du contrôle, avec une possible « liste dérogatoire pour certains enclos patrimoniaux, clos de murs, qui portent une dimension historique particulière, comme le domaine national de Chambord ».
- L'application des lois Grenelle I et II qui ont parmi leurs objectifs la « remise en bon état des continuités écologiques », et les besoins d'adaptation des populations et écosystèmes au réchauffement climatique impliquent une défragmentation des paysages et une libre circulation de la faune sauvage, qui pourrait conduire la jurisprudence à limiter les engrillagements abusifs (La cour de cassation considère déjà que la clôture peut être abusive hors contexte cynégétique notait l'ONCFS en 2013)[26].

### Législation
- Loi no 76-629 du 10 juillet 1976 relative à la protection de la nature.
- Loi no 2005-157 du 23 février 2005 relative au développement des territoires ruraux.
- Loi no 2012-325 du 7 mars 2012 portant diverses dispositions d'ordre cynégétique.
- Décret no 2013-1302 du 27 décembre 2013 relatif aux établissements professionnels de chasse à caractère commercial.
- Arrêté ministériel du 8 janvier 2014 relatif au dispositif de marquage des oiseaux relâchés dans les établissements professionnels de chasse à caractère commercial.
- Article L. 424-3 du Code de l'environnement.
- Articles R. 424-13-1 à R. 424-13-4 et R. 428-7-1 du Code de l'environnement.